# Филипо Турати (Палермо)
Филипо Турати је насеље у Италији у округу Палермо, региону Сицилија.
Према процени из 2011. у насељу је живело 38 становника. Насеље се налази на надморској висини од 577 м.